# مراد شاهین
مراد شاهین (انگلیسی: Murat Şahin؛ زادهٔ ۴ فوریهٔ ۱۹۷۶) بازیکن فوتبال اهل ترکیه است.
از باشگاه‌هایی که در آن بازی کرده‌است می‌توان به باشگاه فوتبال قاسم‌پاشا اسپور، باشگاه فوتبال دیاربکرسپور، باشگاه فوتبال غازی عینتاب‌اسپور، باشگاه فوتبال قونیه‌اسپور، باشگاه فوتبال چای‌کار ریزه‌اسپور، باشگاه فوتبال آدانااسپور، باشگاه فوتبال بشیکتاش، و باشگاه فوتبال فنرباغچه اشاره کرد.